# سلنوس اسید
سلنوس اسید (به انگلیسی: Selenous acid) با فرمول شیمیایی H۲SeO۳ یک ترکیب شیمیایی با شناسه پاب‌کم ۱۰۹۱ است؛ که جرم مولی آن 128.97 g/mol می‌باشد. شکل ظاهری این ترکیب، کریستال‌های سفید است.